# 우에무라 마사유키
우에무라 마사유키(일본어: 上村雅之1943년 6월 20일~2021년 12월 6일)는 일본의 공학자, 비디오 게임 개발자 및 교수였다. 패밀리 컴퓨터를 포함한 다양한 닌텐도 제품을 설계한 것으로 유명하다.
본래 샤프에서 일하는 우에무라는 1971년 닌텐도에 입사해 요코이 군페이와 다케다 겐요와 함께 태양 전지를 사용한 아케이드 게임 레이저 점사 시스템을 개발했다. 닌텐도 개발 제이부의 본부장이 된 후에는 패밀리 컴퓨터와 슈퍼 패미컴의 수석설계사가 됐다. 2004년 닌텐도에서 은퇴해 리쓰메이칸 대학의 게임학과 교수가 됐다.

## 경력
대학 졸업 후 샤프에서 태양 전지를 판매했다.

## 일생
2021년 12월 6일 향년 78세에 사망했다.